# L'home que es va vendre la pell
L'home que es va vendre la pell ((anglès: The man who sold his skin; àrab: الرجل الذي باع ظهره, Ar-rajul allaḏī bāʿa ẓahri-hi; francès: L'homme qui a vendu sa peau) és una pel·lícula satírica de 2020 dirigida per la cineasta tunisiana Kaouther Ben Hania. Fou estrenada a la 77a Mostra Internacional de Cinema de Venècia. La pel·lícula fou escollida per Tunísia com a candidata per competir als Premis Oscar de 2020 dins la categoria de millor pel·lícula de parla no anglesa. La nominació fou seguidament validada per l'Acadèmia, entrant així a la llista curta de nominats. S'ha doblat al català.

## Argument
Sam Ali, un jove sirià de Ragga, abandona el seu país i de Beirut es planta a Brussel·les per tal de defugir la guerra del seu país i poder retrobar-se amb l'amor de la seva vida. Un cop a Brussel·les, Sam es cola en una exposició sobre el Líban de l'artista Jeffrey Godefroi, un artista occidental molt controvertit, amb l'únic objectiu d'accedir així al menjar gratuït que ofereix la galeria. Desesperat per la seva precària situació legal i econòmica, Sam es deixa convèncer per Jeffrey de deixar-se tatuar totalment l'esquena. La rèplica del seu visat de Shengen europeu queda immortalitzada així a la seva pell, un visat que Sam no havia pogut obtenir legalment després de la seva fugida de Síria i que li facilita l'accés als 22 països de la Unió Europea. No obstant, el seu cos esdevé una obra artística i la seva pell tatuada es cotitza al mercat per sumes astronòmiques. Mentre que els col·leccionistes d'art hi estan molt interessats, els activistes de drets humans es mostren indignats pel fet.

## Repartiment
| Actor/Actriu     | Personatge              |
| ---------------- | ----------------------- |
| Yahya Mahayni    | Sam Ali                 |
| Dea Liane        | Abeer                   |
| Koen De Bouw     | Jeffrey Godefroi        |
| Monica Bellucci  | Soraya Waldy            |
| Saad Lostan      | Ziad                    |
| Darina Al Joundi | Mare de Sam             |
| Jan Dahdouh      | Hazem                   |
| Christian Vadim  | William                 |
| Wim Delvoye      | Corredor d'assegurances |